# Galerija sakralnih objektov v Prekmurju
Galerija sakralnih objektov v Prekmurju predstavlja slikovno dopolnitev vseh člankov o sakralnih objektih v Prekmurju . Galerija je razporejena po občinah po abecednem vrstnem redu . Pravtako so razporejeni tudi kraji v občini, kjer stoji posamezen sakralno profani objekt. V poglavju vsake občine je navedeno tudi število predstavljenih objektov.
Objekte, ki so predstavljeni v galeriji, po navedbah Ministrstva za kulturo Republike Slovenije imenujemo sakralno-profana stavbna dediščina (Cerkveno-posvetna stavbna dediščina).
V večini večjih prekmurskih krajev se nahajajo cerkve, v manjših krajih so kapele, od katerih se v nekaterih večjih opravlja tudi bogoslužje. Nekatere kapelice ali kapele so tudi v zasebni lasti posameznikov. Kapele v Prekmurju najdemo na pokopališčih, v kraju samem, sredi polja, v vinogradu, ob robu gozda, v gozdu, na gričih in hribih. Zvoniki  so prav tako zgrajeni na zelo različnih lokacijah. Znamenja, na primer križi, so postavljeni večinoma ob cesta v spomin in zahvalo na različne dogodke.
Galerija trenutno vsebuje 177 sakralnih objektov oziroma 180 posnetkov.

## Občina Beltinci
11 objektov
- Cerkev sv. Ladislava, Beltinci
- Kapelica pri cerkvi, Beltinci
- Rousova kapela, Beltinci
- Pil s Kristusom, Bratonci
- Kapela, Bratonci
- Perdigalova kapelica, Dokležovje
- Kapela, Ižakovci
- Kapela, Lipa
- Znamenje, Lipa
- Kapela, Melinci
- Znamenje, Melinci

## Občina Cankova
10 objektov
- Cerkev sv. Jožefa, Cankova
- Kapela sv. Marjete, Domajinci
- Kapela sv. Antona Padovanskega, Gerlinci
- Kapelica Srca Jezusovega, Gornji Črnci
- Kapela žalostne Matere Božje, Gornji Črnci
- Kamniti križ, Korovci
- Kamniti križ, Gornji Črnci, na pokopališču
- Kapela sv. Duha, Korovci
- Kapela sv. Ane, Krašči
- Kapela sv. Trojice, Skakovci

## Občina Črenšovci
2 objekta
- Kapela Marije Pomočnice, Srednja Bistrica
- Cerkev sv. Križa, Črenšovci

## Občina Dobrovnik
3 objekti
- Cerkev sv. Jakoba, Dobrovnik
- Kapela, Žitkovci
- Kapela sv. Vida, Strehovci

## Občina Gornji Petrovci
11 objektov
- Kapela, Adrijanci
- Cerkev sv. Ane, Boreča
- Zvonik, Boreča
- Cerkev sv. Trojice, Gornji Petrovci
- Evangeličanska cerkev, Gornji Petrovci
- Kapela, Košarovci
- Evangeličanska cerkev, Križevci
- Zvonik, Panovci
- Kapela, Peskovci
- Kapela, Stanjevci
- Kapela, Stanjevci
- Binkoštna cerkev, Ženavlje.

## Občina Grad
9 objektov
- Zvonik, Dolnji Slaveči
- Cerkev Marijinega vnebovzetja, Grad
- Kapela pri gradu, Grad
- Beli križ ob cesti Grad - Kruplivnik
- Marofska kapela, Grad
- Zvonik, Kovačevci
- Zvonik, Radovci
- Faričeva kapela, Vidonci
- Vukova kapela, Vidonci

## Občina Hodoš
1 objekt
- Evangeličanska cerkev, Hodoš

## Občina Kuzma
4 objekti
- Vaški zvonik, Dolič
- Kapelica, Gornji Slaveči
- Cerkev sv. Kozme in Damijana, Kuzma
- Evharistični križ, Trdkova

## Občina Lendava
8 objektov
- Florjanov pil, Čentiba
- Cerkev sv. Petra in Pavla, Hotiza
- Cerkev sv. Katarine, Lendava
- Kip svetnika, Lendava
- Figuralno znamenje sv. Janeza Nepomuka, Lendava
- Znamenje s sveto Ano in Marijo, Lendavske Gorice
- Cerkev sv. Trojice, Lendavske Gorice
- Stebrasto znamenje, Petišovci

Prikazanih v Geopediji: 6 objektov
- Zvonik, Dolga vas pri Lendavi
- Kapela, Kapca
- Kapela, Gornji Lakoš
- Kapela, Čentiba
- Kapela, Dolina pri Lendavi
- Cerkev sv. Rozalije, Petišovci

## Občina Moravske Toplice
31 objektov
- Kapela, Andrejci
- Kapela, Berkovci
- Kapela sv. Urbana, Bogojina
- Kamniti križ, Bogojina
- Znamenje pod cerkvijo, Bogojina
- Kapela sv. Križa, Bukovnica
- Kapela, Čikečka vas
- Kapela Marije Pomočnice, Filovci
- Privatna kapela v vinogradu, Filovci
- Binkoštna cerkev, Fokovci.
- Kapela, Fokovci
- Cerkev sv. Benedikta, Kančevci
- Kamniti križ, Ivanovci
- Zvonik, Krnci
- Cerkev sv. Martina, Martjanci
- Škrabanova hiša, Martjanci (z zvonikom)
- Kapela, Motvarjevci
- Kamniti križ, Noršinci
- Vaška kapela, Pordašinci
- Stara kapela, Pordašinci, 1900
- Evangeličanska kapela, Prosenjakovci
- Vaški zvonik, Ratkovci
- Zvonik, Sebeborci
- Rotunda, Selo
- Rotunda, Selo
- Rotunda, Selo
- Kapela, Središče
- Kapela, Suhi vrh
- Zvonik, Tešanovci
- Kapela, Tešanovci
- Obcestni križ v Tešanovcih (1886)
- Križ tešanovskega pokopališča (1886), napis v prekmurščini

## Mestna občina Murska Sobota
9 objektov
- Kapela sv. Florjana, Krog
- Evangeličanska kapela, Kupšinci
- Kapela sv. Petra in Pavla, Lukačevci
- Evangeličanska cerkev, Murska Sobota
- Stolnica sv. Nikolaja, Murska Sobota
- Kapela sv. Duha, Satahovci
- Binkoštna cerkev, Veščica pri Murski Soboti.
- Zvonik, Veščica pri Murski Soboti
- Kamniti križ, Kupšinci, na pokopališču

## Občina Odranci
1 objekt
- Cerkev sv. Trojice, Odranci

## Občina Puconci
22 objektov
- Evangeličanska cerkev, Bodonci
- Evangeličanski zvonik, Bokrači
- Katoliški zvonik, Bokrači
- Kapela, Brezovci
- Leseni vaški zvonik v Dolini
- Kapela, Kuštanovci
- Kapela sv. Križa, Lemerje
- Evangeličanska kapela, Lemerje
- Zvonik, Mačkovci
- Kapela, Moščanci
- Zvonik, Otovci
- Cerkev sv. Boštjana, Pečarovci
- Evangeličanska kapela, Poznanovci
- Prosečka vas - Kamniti križ
- Znamenje križ, Prosečka vas
- Zvonik v Prosečki vasi
- Evangeličanska cerkev, Puconci
- Napis na spominskem stebru v Puconcih
- Kapela Puževci
- Kapela, Strukovci
- Binkoštna cerkev, Vadarci.
- Žilavcova kapela v Vadarcih
- Kapela,Vaneča

## Občina Rogašovci
8 objektov
- Podružnična cerkev Marije Snežne, Fikšinci
- Kapela sv. Trojice, Nuskova
- Cerkev sv. Helene, Pertoča
- Kapelica Marije vnebovzete, Rogašovci
- Cerkev sv. Jurija, Sveti Jurij
- Kapela sv. Duha, Večeslavci
- Križ v Večeslavcih
- Lesen križ, Večeslavci

## Občina Šalovci
23 objektov
- Zvonik, Budinci
- Cerkev sv. Nikolaja, Dolenci
- Pokopališka cerkev sv. Martina, Domanjševci
- Evangeličanska cerkev, Domanjševci
- Cerkev Marijinega obiskanja, Markovci
- Znamenje - Božja misel, Markovci
- Vaški zvonik, Šalovci
- Kamniti križ, Čepinci
- Stari leseni križ, Čepinci
- Obnovljeni leseni križ, Čepinci
- Leseni križ, Čepinci
- Leseni križ, Čepinci
- Stari kamniti križ med Verico-Ritkarovci in Čepinci (2001)
- Obnovljeni kamniti križ, Čepinci
- Kamniti križ Jakičeve družine, Čepinci
- Kapela Žalostne Matere Božje, Budinci
- Križ Jožefa Konkoliča in Marije Nemeš na pokopališču Mali Dolenci (Dolenci)
- Kamniti križ Jožefa Konkoliča ter Marije Nemeš, Dolenci
- Kip Device Marije (Kraljica Ogrske) pri cerkvi Sv. Nikolaj, Dolenci
- Kamniti križ Jožefa Barbariča z madžarskim napisom, Dolenci
- Kamniti križ Števana Ivaniča ter Marije Matuš z madžarskim napisom, Dolenci
- Leseni križ v Šalovcih, blizu Budincev
- Kamniti križ Mikloša Konkoliča ter Marije Nemeš z madžarskim napisom, Dolenci (1908)

## Občina Tišina
20 objektov
- Kapela v čast Srcu Jezusovemu, Gederovci
- Kousova kapelica, Krajna
- Kapela Marije Vnebovzete, Murski Črnci
- Kapela, Petanjci
- Nagrobna kapela družine Vogler, Petanjci Geopedia
- Spominsko znamenje, Krajna
- Vaška kapelica, Rankovci
- Cerkev Marijinega rojstva, Tišina
- Kapela sv. Janeza Krstnika, Sodišinci
- Grofova kapelica, Tišina
- Znamenje na Tišini pri cerkvi
- Znamenje na Tišini pri šoli
- Znamenje, Vanča vas
- Kamniti križ, Krajna, na pokopališču
- Kamniti križ, Petanjci
- Kamniti križ, Murski Črnci
- Kamniti križ, Gradišče, na pokopališču
- Kamniti križ, Tišina, na pokopališču
- Kamniti križ, Sodišinci, na pokopališču
- Kamniti križ, Murski Petrovci, na pokopališču

## Občina Turnišče
3 objekti
- Kapela sv. Antona Padovanskega, Turnišče
- Cerkev Marijinega vnebovzetja, Turnišče
- Kip sv. Janeza Nepomuka, Turnišče

## Občina Velika Polana
1 objekt
- Kapelica Karmelske Matere božje, Mala Polana